# Organstrafverfügung

Organstrafverfügungsblock der Bundespolizeidirektion Wien

Eine Organstrafverfügung (umgangssprachlich auch „Organmandat“, „Strafmandat“ oder „Strafzettel“, im Polizeijargon „Orgerl“ genannt) ist eine in Österreich mittels spezieller Formulare erstellte Verfügung. Diese wird von den ermächtigten Organen der öffentlichen Aufsicht (ausgenommen Organe des öffentlichen Sicherheitsdienstes, welche ex-lege ermächtigt sind) wegen bestimmter von ihnen dienstlich wahrgenommener Verwaltungsübertretungen ausgestellt, um eine Geldstrafe einzuheben. Dieses Verfahren soll dazu dienen, geringfügigere Übertretungen so rasch wie möglich abzustrafen. Rechtsgrundlage für Organstrafverfügungen ist § 50 Verwaltungsstrafgesetz 1991 und die aufgrund dieser Gesetzesbestimmung ergangene Organstrafverfügungenverordnung (OrgStVfgV). Sie gehört, neben der Anonymverfügung und der Strafverfügung, zu den abgekürzten Verfahren im österreichischen Verwaltungsstrafrecht.
Der als Bestrafung vorgesehene Betrag wird entweder gleich eingehoben (bar oder per Kredit- bzw. Bankomatkarte) oder die Bezahlung erfolgt über Erlagschein. Ein Rechtsanspruch seitens des Beanstandeten auf die Ausfolgung eines solchen Erlagscheins besteht allerdings nicht.

Organstrafverfügung

Bei den Formularen der Polizei handelt es sich um Blöcke mit zwanzig Organstrafverfügungen mit je einem Durchschlag. Bei Bezahlung vor Ort wird das Original dem Beanstandeten nach dem Ausfüllen ausgehändigt und die Durchschrift wird zusammen mit dem eingehobenen Betrag bzw. dem Einzahlungsbeleg an die Behörde abgeliefert.

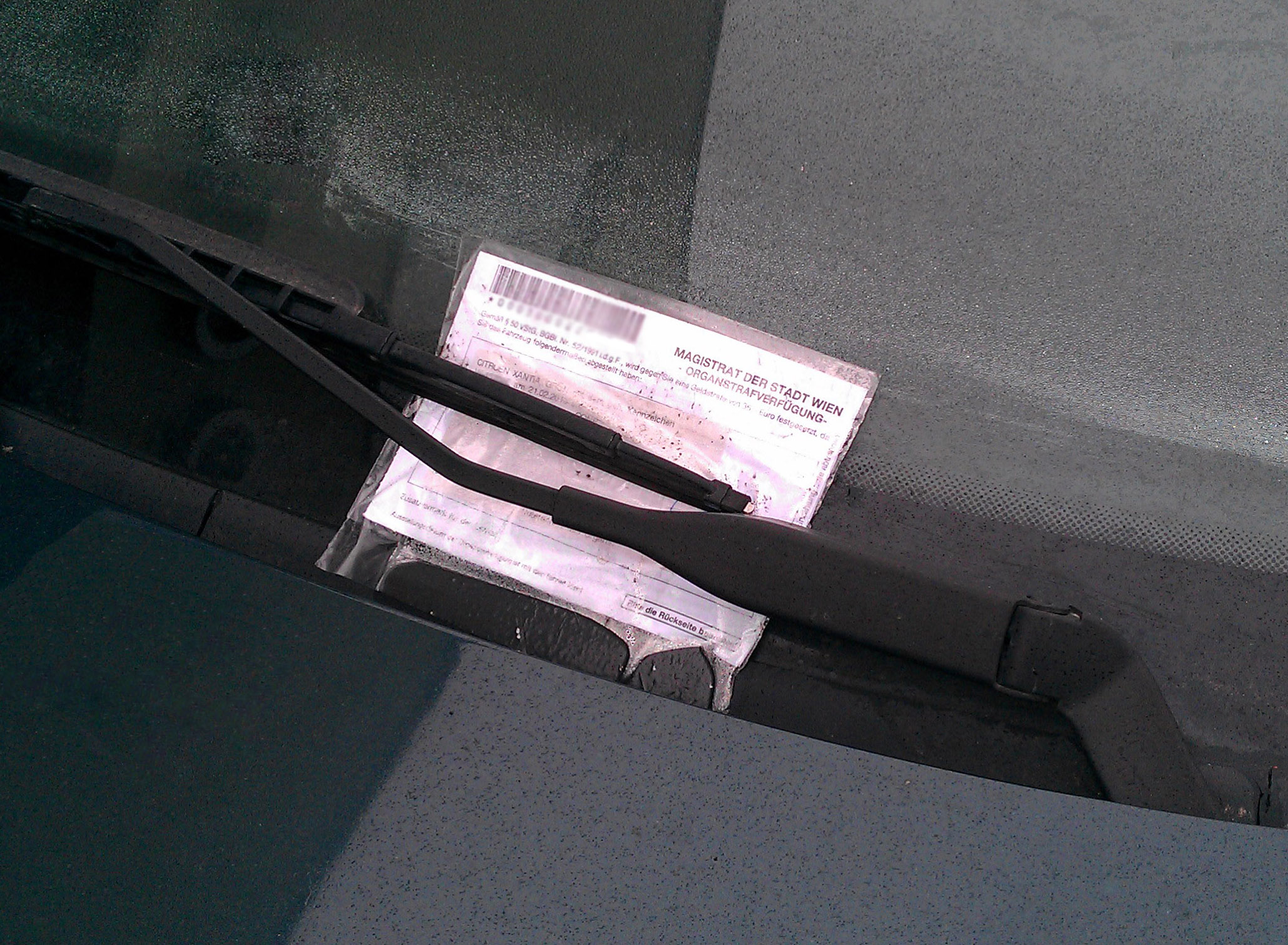
An einem Fahrzeug hinterlassene Organstrafverfügung

Andere Organe, z. B. die der Parkraumüberwachung verfügen meist über spezielle elektronische Systeme mit Druckern, über die das Organmandat erfasst und als Beilage zu einem Zahlschein ausgedruckt wird. Diese Verfügungen werden am Fahrzeug hinterlassen. Eine Bezahlung sofort beim Organ ist dann nicht möglich.
Gegen eine Organstrafverfügung ist kein Rechtsmittel zulässig. Verweigert der Beanstandete die Zahlung des Strafbetrags, so hat das Organ Anzeige an die Behörde zu erstatten. Die Nichteinzahlung des Strafbetrages bei Ausfolgung eines Erlagscheins innerhalb von zwei Wochen gilt als Verweigerung der Zahlung.
Ist das Organmandat zu Unrecht ergangen, kann die Zahlung verweigert werden. Dann kommt es zu einer Strafverfügung oder zu einem formellen Verfahren. In diesen Fällen sind Rechtsmittel zulässig.
Organstrafverfügungen werden in Österreich unter anderem nach folgenden Bundesgesetzen ausgestellt:
- Straßenverkehrsordnung
- Kraftfahrgesetz
- Führerscheingesetz
- Sicherheitspolizeigesetz

Weiters werden Organstrafverfügungen auch noch nach speziellen Landesgesetzen der Bundesländer sowie auf Grund von Verordnungen einzelner Städte ausgestellt.
Das ermächtigte Organ hat bei der Beurteilung der Frage, ob es mit einer Organstrafverfügung vorgehen oder ob es Anzeige an die Behörde erstatten soll, bis auf wenige Ausnahmen Ermessen. Bei der Ausübung des Ermessens ist auf die Schwere der Tat Bedacht zu nehmen. In der Regel wird in geringfügigen Übertretungsfällen eine Organstrafverfügung verhängt. Es besteht jedoch kein Rechtsanspruch darauf, dass eine Verwaltungsübertretung lediglich mit Organstrafverfügung geahndet wird. Dieses freie Ermessen hat seine Grenze in der Willkürkontrolle durch den Verfassungsgerichtshof.
Organstrafverfügungen werden insbesondere bei Delikten wie z. B. Falschparken oder Fehlen des CH-Aufklebers (Nationalitätszeichen am Auto) verhängt.